# Grażyna Szapołowska

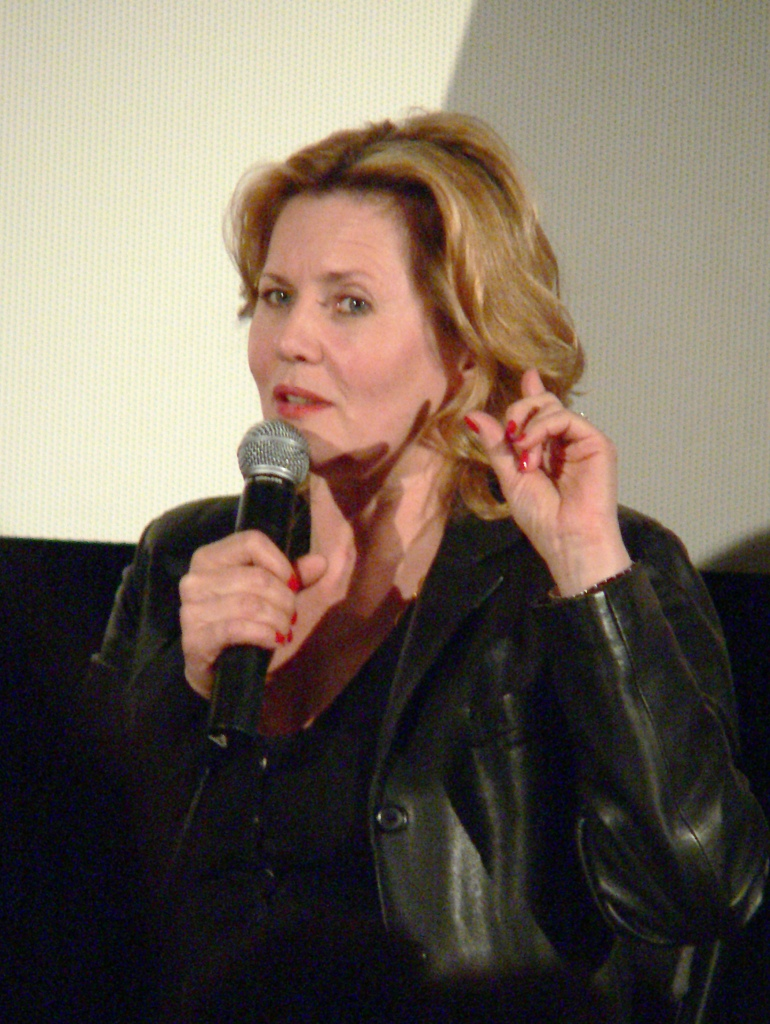
Grażyna Szapołowska (2005)

Grażyna Szapołowska (pronunție în poloneză [ɡraˈʐɨna ʂapɔˈwɔfska]; n. 19 septembrie 1953, Bydgoszcz, Polonia) este o actriță poloneză de teatru și film.
După examenul de bacalaureat s-a alăturat Teatrului de Pantomimă din Wroclaw. În 1977 a absolvit Școala de Artă Teatrală din Varșovia. Din 1977 până în 1984 a făcut parte din trupa Teatrului Național din Varșovia.
Ea este cel mai bine cunoscută pentru rolul principal din filmul Krótki film o miłości (1988) al regizorului polonez Krzysztof Kieślowski, versiunea anterioară și mai lungă a celui de-al șaselea episod al seriei Dekalog.
În anul 2008 a fost unul dintre concurenții versiunii poloneze a concursului muzical Soapstar Superstar.

## Filmografie
- 1974 Najważniejszy dzień życia, episodul Telefon (Telephone)
- 1977 Parada oszustów (Chet's Parade)
- 1978 Zapach ziemi (The Smell of Earth)
- 1978 80 de husari (Osiemdziesięciu huzarów)
- 1981 Wielka majówka (The Big Picnic)
- 1982 Wielki Szu (Big Shar)
- 1982 Egymásra nézve (Another Way)
- 1983 Spectacol la „Miraj” (Lata dwudzieste... lata trzydzieste...)
- 1983 Nadzór (Custody)
- 1984 Bez końca (No End)
- 1984 Szirmok, virágok, koszorúk (The Flowers of Reverie)
- 1984 Przyspieszenie (To accelerate)
- 1985 Medium
- 1985 By Touch (Przez dotyk)
- 1986 Magnat (The Magnate)
- 1986 Biała wizytówka (White visiting-card)
- 1987 Tabu (Taboo)
- 1987 Zagon
- 1987 Первая встреча, последняя встреча (СССР)
- 1988 Hanussen
- 1988 Krótki film o miłości (A Short Film About Love)
- 1989 A Tale of Adam Mickiewicz's 'Forefathers' Eve'
- 1991 Żegnaj, cudzoziemko (Goodbye foreigner)
- 1991 Lebewohl, Fremde
- 1991 The Conviction
- 1992 Piękna nieznajoma (A Beautiful Stranger)
- 1993 Piazza di Spagna (The Spanish Square)
- 1997 Kroniki domowe
- 1997 Brat naszego Boga (Our God's Brother)
- 1999 Pan Tadeusz (Pan Tadeusz: The Last Foray in Lithuania)
- 2004 Nachbarinnen  (Wanted!)
- 2005 Ewa paliła Camele
- 2005 Karol, omul care a devenit Papă
- 2006 Just Love Me
- 2006 Magda M.
- 2007 Ryś
- 2007 Jutro idziemy do kina
- 2008 Nie kłam kochanie
- 2013 Run Boy Run ca Ewa Staniak
- 2017 Nie kłam kochanie

## Legături externe
- Grażyna Szapołowska la Internet Movie Database